# 上能生村
上能生村（かみのうむら）は、かつて新潟県西頸城郡にあった村。

## 沿革
- 1889年（明治22年）4月1日 - 町村制の施行により、西頸城郡藤後村、槇村、溝尾村、物出村、柵口村、西飛山村、田麦平村、崩村、須川村、川詰村及び谷内村の区域をもって、西頸城郡南能生村が発足する。
- 1892年（明治25年）10月21日 - 西頸城郡南能生村の区域の内、大字田麦平、崩、柵口及び西飛山の区域が分立して、西頸城郡上能生村が発足する。
- 1901年（明治34年）11月1日 - 西頸城郡東能生村、南能生村、上能生村、西能生村及び中能生村が合併して、西頸城郡能生谷村が発足する。